# Ninurta-apil-Ekur
Ninurta-apil-Ekur byl král Asýrie na začátku 12. století př. n. l. (1192/1182–1180 př. n. l.). Neví se přesně, jak dlouho panoval, protože v různých asyrských královských seznamech jsou jiná data. Trůnu se chopil, když z něho sesadil Enlil-kudurri-usura, syna Tukulti-Ninurty I. Ale i on sám byl z královského rodu – byl totiž přímým potomkem Adad-niráriho I. Na trůnu ho nahradil jeho syn Aššur-dán I.